# Digitale Physik

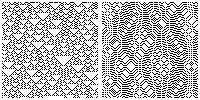
Vergleich zweier zellulärer Automaten. 1969 veröffentlichte Konrad Zuse sein Buch „Rechnender Raum“, worin er annimmt, dass die Naturgesetze diskreten Regeln folgen und das gesamte Geschehen im Universum das Ergebnis der Arbeit eines gigantischen Zellularautomaten sei. Das Buch stellt die Grundlage der Überlegungen in der digitalen Physik dar.

Digitale Physik (auch digitale Ontologie oder digitale Philosophie) bezeichnet in der Physik, in der Naturtheorie und auch in der Kosmologie theoretische Perspektiven, welche auf der Prämisse basieren, dass das Universum durch Information beschreibbar ist. Gemäß diesen Theorien kann das Universum durch den Output eines deterministischen oder probabilistischen Computerprogramms beschrieben werden. Der Begriff der „digitalen Physik“ wurde zuerst von Edward Fredkin erwähnt; später bevorzugte er den Begriff „digitale Philosophie“.

## Ursprünge

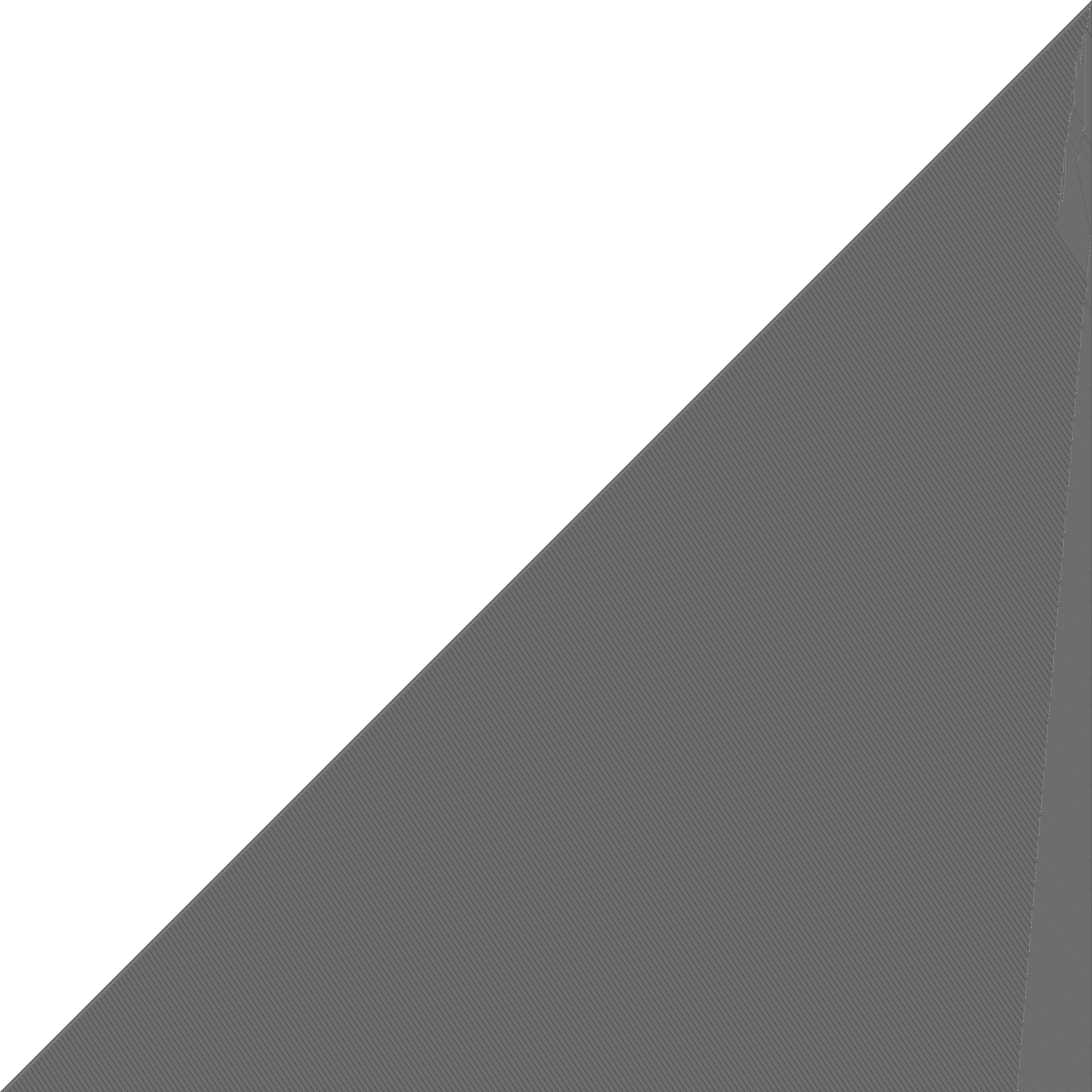
Rule 110, ein Turing-vollständiger, zellulärer Automat

Einer der elementarsten Prozesse in Zuses Rechnendem Raum: Zwei Digitalteilchen A und B bilden ein neues Digitalteilchen C.

Conways Spiel des Lebens enthält wechselwirkende und sich bewegende Objekte, die Zuses Vorstellung von „Digitalteilchen“ nahe kommen.

Die Hypothese, dass das Universum als digitale Maschine verstanden werden kann, kam Konrad Zuse bei einem Aufenthalt in Hinterstein 1945/1946 und wurde von ihm im Jahr 1969 im Buch Rechnender Raum veröffentlicht. Er formalisierte darin seine Ideen zum „Rechnenden Raum“, aufbauend auf Stanisław Marcin Ulams Arbeiten zu zellulären Automaten um das Jahr 1940. In Zuses Rechnendem Raum sind alle Zahlenwerte im Universum finit und diskret. Er verfolgt den Gedanken einer grundsätzlichen Digitalisierung der Wirklichkeit, womit er die Idee der Quantisierung der physikalischen Größen weiter verallgemeinert. Die Kernelemente seines digitalen Universums sind räumlich begrenzte Strukturen, die sich im rechnenden Raum fortpflanzen. Er nannte sie, in Anlehnung an Elementarteilchen, Digitalteilchen. Das Regelwerk, nach dem Digitalteilchen wechselwirken, wird von der Verschaltung des Rechnenden Raums vorgegeben, der Urschaltung. Schon Konrad Zuse artikulierte zwei Kernprobleme dieser Betrachtungsweise: der Rechnende Raum ist ein ausgezeichnetes Bezugssystem und nicht konsistent mit der Relativitätstheorie. Außerdem erlaubt er keine spukhafte Fernwirkung.
In den 1950er-Jahren entwickelte Carl Friedrich von Weizsäcker das Konzept, die Natur im Rahmen einer Quantentheorie der Information zu beschreiben, was zur Quantentheorie der Ur-Alternativen führte. Aufgrund der Abstraktheit konnte sie bisher nicht zu einer vollen physikalischen Theorie entwickelt werden. Im Gegensatz zu anderen Ansätzen geht seine Theorie von erkenntnistheoretischen Überlegungen aus, in welcher die Informationseinheiten (sogenannte Ure) als eine bestimmte Art der Darstellung der objektiven Realität angesehen werden. Zudem enthält sie als grundlegende Entitäten lediglich die Zeit mit ihrer spezifischen Struktur und die Ur-Alternativen, woraus sich die gesamte Realität konstituiert. Seine Theorie setzt weder elementare räumliche Zellen noch Vertizes voraus, zwischen denen Information ausgetauscht wird, und ist damit essentiell nicht-lokal, also unabhängig von jeglichen feldtheoretischen Voraussetzungen. In diesem Sinne ist sie in ihrem physikalischen Realitätsbegriff noch grundlegender auf den Informationsbegriff im Sinne der Quantentheorie bezogen und von anderen Ansätzen abzugrenzen.
Auch muss jeder Computer mit den Grundsätzen der Informationstheorie, der statistischen Mechanik sowie der Quantenmechanik kompatibel sein. Eine grundlegende Verbindung zwischen diesen Bereichen wurde 1957 durch Edwin Thompson Jaynes in zwei Aufsätzen beschrieben. Darüber hinaus erarbeitete Jaynes eine Interpretation der Wahrscheinlichkeitstheorie als eine generalisierte aristotelische Logik. Diese Ansicht ist sehr praktisch für die Verknüpfung der Grundlagenphysik mit digitalen Computern, da diese zur Umsetzung von Operationen aus der klassischen Logik und der booleschen Algebra ausgelegt sind.

## Autoren und Vertreter der neuen Generation
Andere Autoren und Vertreter der digitalen Physik, die das Universum als einen Computer beschreiben, sind Stephen Wolfram, Jürgen Schmidhuber und Nobelpreisträger Gerard ’t Hooft. Diese Autoren sind der Ansicht, dass die scheinbar probabilistische Natur der Quantenphysik mit der Idee der Berechenbarkeit vereinbar ist. Natürlich ist die These, dass das Universum ein digitaler Computer sei, grundsätzlich nur als eine Analogie aufzufassen, um die Bedeutung des Informationsbegriffes bei der Beschreibung der physikalischen Realität zu versinnbildlichen. Das kritische Bewusstsein für den metaphorischen Charakter des Vergleiches mit einem Computer steht der Tatsache nicht entgegen, dass man versuchen kann, den Informationsgehalt des Universums ganz konkret zu bestimmen. Carl Friedrich von Weizsäcker gelangte in seiner Abschätzung aus den 1960er-Jahren im Rahmen seiner Theorie der Ur-Alternativen auf etwa {\displaystyle 10^{120}} binäre Informationseinheiten. In seinem Aufsatz The Computational Universe berechnet Seth Lloyd Rechenleistung und Informationsinhalt des Universums auf ungefähr {\displaystyle 10^{120}} bis {\displaystyle 10^{122}} Operationen bzw. Bits seit seinem Anbeginn. Sein Ergebnis entspricht also quantitativ der von Weizsäckerschen Betrachtung.
Neuere Theorien, welche die digitale Physik auf Quantenebene beschreiben, wurden von David Deutsch und Paola Zizzi publiziert. Ähnliche Ideen sind der „Pancomputationalismus“, die „Computational Universum“-Theorie, John Archibald Wheelers It from Bit und Max Tegmarks „Mathematical Universe“-Hypothese (Ultimate Ensemble).

### Bücher
- Konrad Zuse: Rechnender Raum. In: Elektronische Datenverarbeitung. Band 8, 1967, S. 336–344 (Originalscan [PDF] Eine Einordnung).
- Konrad Zuse: Rechnender Raum (= Schriften zur Datenverarbeitung. Band 1). Vieweg, Braunschweig 1969, ISBN 3-528-09609-8.
- Carl Friedrich von Weizsäcker: Die Einheit der Natur. Studien, Hanser, München 1971, ISBN 3-446-11386-X.
- Paul Davies: The Mind of God: The Scientific Basis for a Rational World. New York: Simon & Schuster, 1992.
- John Archibald Wheeler: Information, physics, quantum: The search for links. In: W. Zurek (ed.) Complexity, Entropy, and the Physics of Information. Addison-Wesley, 1990.
- David Deutsch: The Fabric of Reality. Allan Lane, New York 1997.
- John Archibald Wheeler, Kenneth Ford: Geons, black holes and quantum foam: A life in physics. W. W. Norton, 1998, ISBN 0-393-04642-7.
- Stephen Wolfram: A New Kind of Science. Wolfram Media, Champaign IL 2002, ISBN 1-57955-008-8.
- Seth Lloyd: Programming the Universe: A Quantum Computer Scientist Takes On the Cosmos. Alfred A. Knopf, New York 2006, ISBN 1-4000-4092-2
- Hector Zenil (ed.), 2012. A Computable Universe: Understanding and Exploring Nature As Computation, with a Foreword by Sir Roger Penrose. World Scientific Publishing Company, Singapore.
- Michael Eldred: The Digital Cast of Being: Metaphysics, Mathematics, Cartesianism, Cybernetics, Capitalism, Communication. ontos, Frankfurt 2009, ISBN 978-3-86838-045-3, 137 S.
- Max Tegmark: Unser mathematisches Universum. Auf der Suche nach dem Wesen der Wirklichkeit. Ullstein, Berlin 2015, ISBN 978-3-550-08092-0.
- Rudolf Germer: Wikibooks: Die abzählbare Physik – Lern- und LehrmaterialienInformation und digitale Strukturen im Hintergrund physikalischer Erkenntnis. Die Folgen der Quantelung der Wirkung als Vermittler von Information, der Elementarladung und der elektromagnetischen Wechselwirkungen auf das physikalische Beschreiben und Messen.

### Aufsätze und Publikationen
- Edward Fredkin: An informational process based on reversible universal cellular automata. In: Physica D: Nonlinear Phenomena. Band 45, Nr. 1, 2. September 1990, ISSN 0167-2789, S. 254–270, doi:10.1016/0167-2789(90)90186-S (sciencedirect.com [abgerufen am 22. Mai 2022]).
- Daniel B. Miller, Edward Fredkin: Two-state, Reversible, Universal Cellular Automata in Three Dimensions. In: Proceedings of ACM Computing Frontiers 2005, arxiv:nlin/0501022v3 und Circular Motion of Strings in Cellular Automata, and Other Surprises, 2012, arxiv:1206.2060v1 [nlin.cg]
- Nick Bostrom: Are We Living in a Computer Simulation?. In: The Philosophical Quarterly. 53, 2003, S. 243, doi:10.1111/1467-9213.00309.
- Gordon McCabe: Universe creation on a computer. In: Studies in History and Philosophy of Science Part B: Studies in History and Philosophy of Modern Physics. 36, 2005, S. 591, doi:10.1016/j.shpsb.2005.04.002. arxiv:gen-ph/0511116v1.
- Brian Whitworth:
  - The Physical World as a Virtual Reality. 2008, arxiv:0801.0337v2 [cs.OH].
  - Simulating space and time. In: Prespacetime Journal, März 2010, Vol. 1, Issue 2, Page 218–243 arxiv:1011.5499v1 [cs.OH].
  - The emergence of the physical world from information processing.  In: Quantum Biosystems 2010, 2 (1) 221–249 arxiv:1011.3436v1 [cs.OH].
- D. Bleh, T. Calarco, S. Montangero: Quantum Game of Life. 2012, arxiv:1010.4666v2 [quant-ph].
- Silas R. Beane, Zohreh Davoudi, Martin J. Savage: Constraints on the Universe as a Numerical Simulation. 2012, arxiv:1210.1847v2 [hep-ph].
- Seth Lloyd:
  - Ultimate physical limits to computation In: Nature. 406, S. 1047, doi:10.1038/35023282. arxiv:quant-ph/9908043v3.
  - The universe as quantum computer. In: A Computable Universe: Understanding and exploring Nature as computation. 2013 arxiv:1312.4455v1 [quant-ph].
- Igor L. Markov: Limits on fundamental limits to computation. In: Nature. 512, 2014, S. 147, doi:10.1038/nature13570.
- Tom Campbell, Houman Owhadi, Joe Sauvageau, David Watkinson: On testing the simulation theory. arxiv:1703.00058v2 [quant-ph]. 2017
- Martin Immanuel Kober: Raum, Zeit und Wechselwirkung in der Quantentheorie der Ur-Alternativen. arxiv:1707.08640v2 [quant-ph]. 2017
- Vitaly Vanchurin: The world as a neural network. arxiv:2008.01540 [gen-ph]. 2020